# Metaphryno bella
Metaphryno bella är en tvåvingeart som beskrevs av Crosskey 1967. Metaphryno bella ingår i släktet Metaphryno och familjen parasitflugor. Inga underarter finns listade i Catalogue of Life.